# Ioan Ploscaru

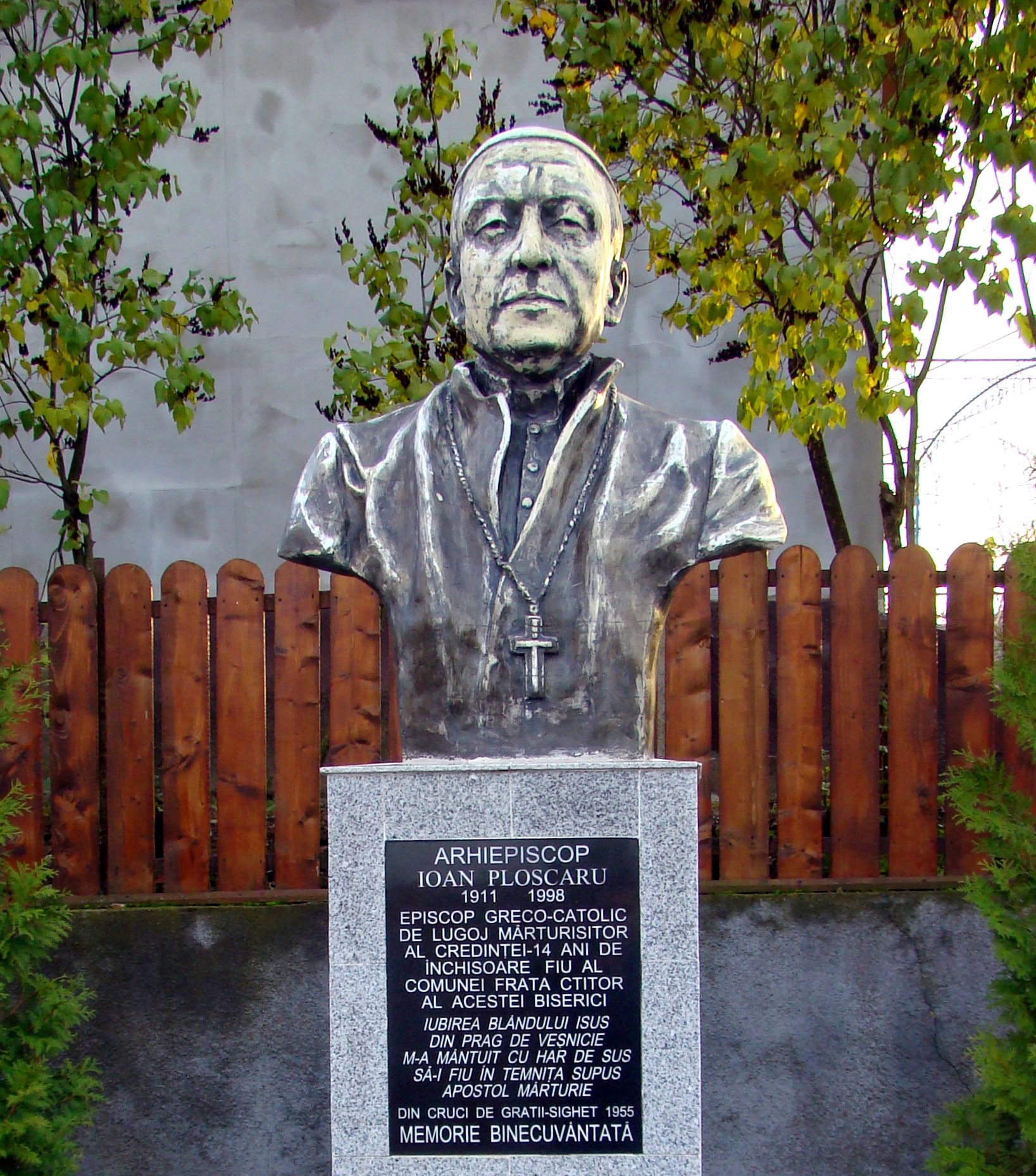
Büste von Ioan Ploscaru in Frata

Ioan Ploscaru (* 19. November 1911 in Frata, Komitat Klausenburg, Österreich-Ungarn; † 31. Juli 1998 in Lugoj, Rumänien) war rumänisch griechisch-katholischer Bischof von Lugoj (deutsch Lugosch; ungarisch Lugos). Während der Ceaușescu-Diktatur wirkte er als Geheimbischof im Untergrund.

## Leben
Aus einer Bauernfamilie stammend, besuchte er die Grundschule des Heimatorts und anschließend das Gymnasium in Blaj. Nach dem Abitur 1929 trat er in das Priesterseminar in Blaj ein und wurde am 17. September 1933 von Bischof Valeriu Traian Frențiu, dem Bischof von Oradea (Großwardein) für den erkrankten Erzbischof Vasile Suciu, zum Priester des Zölibats geweiht.
Zu weiterem Studium reiste er nach Straßburg (Elsass). 1938 wurde er auf Wunsch des Erzbischofs Alexandru Nicolescu in den Klerus des Bistums Lugoj inkardiniert. Zur Vorbereitung seiner Dissertation ging er erneut nach Straßburg. Mit Ausbruch des Zweiten Weltkriegs verließen die Theologiestudenten Straßburg und gingen nach Paris. Mit dem letzten Zug kam er über Italien und Jugoslawien am 9. Juni 1940 in Lugoj an; an diesem Tage kapitulierte Paris vor der deutschen Besatzung. Bischof Ioan Bălan ernannte ihn zu seinem Sekretär. 1942 wurde er Domkapitular in Lugoj und 1945 Generalvikar.
Nach der Verhaftung bzw. Unter-Hausarrest-Stellung der rumänisch griechisch-katholischen Bischöfe Ende Oktober 1948 ernannte ihn Papst Pius XII. zum Weihbischof und gleichzeitig zum Titularbischof von Trapezopolis. Die Bischofsweihe spendete ihm am 30. November 1948 in der Kapelle der Nuntiatur in Bukarest der Offizial in der Apostolischen Nuntiatur Bischof Gerald Patrick Aloysius O’Hara; Mitkonsekrator war Alexandru Theodor Cisar, der römisch-katholische Erzbischof von Bukarest. An der Weihehandlung nahm auch der Attaché und Sekretär der Nuntiatur Guido del Mestri teil, der 1950 ausgewiesen wurde und von 1975 bis 1984 Apostolischer Nuntius in Deutschland war.
Am 28. August 1949 wurde er verhaftet und befand sich bis 8. Dezember 1949 in Polizeigewahrsam. Am 27. Oktober 1950 wurde er erneut verhaftet und in das berüchtigte Gefängnis Sighet verbracht. 1955 entlassen, wurde er in einer neuen Verhaftungswelle am 15. August 1956 wieder verhaftet, 1957 angeklagt und zu insgesamt 45 Jahren Gefängnis verurteilt. Die Gräueltaten und Folterungen beschreibt er ausführlich in seiner Biografie. 1964 amnestiert, arbeitete er weitgehend aus dem Untergrund heraus.
Nach dem Ende der Ceaușescu-Diktatur wurde er am 14. März 1990 von Papst Johannes Paul II. zum Bischof von Lugoj ernannt. Am 20. November 1995 leistete er den Amtsverzicht, der vom Papst auch angenommen wurde. Am 29. November 1996 ernannte Johannes Paul II. den emeritierten Bischof Ioan Ploscaru zum Erzbischof pro hac vice.
Er starb am 31. Juli 1998 und wurde in der Krypta der Kathedrale von Lugoj beigesetzt.